# Mercuriali
I cosiddetti mercuriali sono un gruppo di farmaci a base di mercurio (Hg) che sono stati utilizzati dal 1850 e fino ai primi del '900 nella cura di alcune malattie veneree come la sifilide.

## Utilizzo
I mercuriali sono stati utilizzati nella cura della sifilide prima dell'avvento degli antibiotici.
La via di somministrazione era quella parenterale.
Oggi non vengono più utilizzati per la scarsissima efficacia e soprattutto per la loro tossicità (avvelenamento da mercurio).

## Meccanismo d'azione
Ancora oggi è poco chiaro l'esatto meccanismo d'azione di questi farmaci.

## Eventi avversi
Tra i più gravi eventi avversi (che possono condurre a morte o handicap), sono stati segnalati:
- Tossicità cronica a carico del Sistema Nervoso Centrale.

Per quanto riguarda la medicazione delle ferite croniche, ne è stata dimostrata l'inefficacia in quanto bloccano la replicazione cellulare.